# デインティ (駆逐艦・初代)
デインティ (HMS Dainty) はイギリス海軍の駆逐艦。D級。

## 艦歴
フェアフィールド社で1931年4月20日に起工。1932年5月3日に進水し、1932年12月22日に竣工した。
地中海の第1駆逐艦戦隊に編入され、1933年10月から11月にはペルシャ湾や紅海へ派遣されている。1934年9月3日から10月23日までポーツマスで中国派遣のための改修が行われ、1935年1月3日に現地に到着。第8駆逐艦戦隊、次いで第21駆逐艦戦隊に所属した。アビシニア危機の際は、1935年9月30日から1936年6月まで紅海へ派遣されている。9月21日から10月15日まで香港で修理。1938年1月から3月にはサラワクやシンガポール、フィリピンを訪問した。1939年9月、第二次世界大戦が勃発。「デインティ」は駆逐艦「ダンカン」とともに地中海へ向かい、9月30日にアレクサンドリアに到着した。
「デインティ」は禁制品取り締まりに従事したあと、12月8日から30日までマルタで修理を行った。完了後、南太平洋で活動するドイツの通商破壊艦捜索にあたるため、シエラレオネのフリータウンを拠点とする第2駆逐艦戦隊に転属となった。1940年4月には地中海に戻り、4月21日から6月2日までマルタで修理を行った後、第10駆逐艦戦隊に編入された。
6月12日、デインティはクレタ島沖で撃沈された巡洋艦「カリプソ」の生存者400名以上を救助した。6月20日から21の夜にバルディア砲撃をおこなったフランス戦艦「ロレーヌ」とイギリス巡洋艦3隻を「デインティ」は他の駆逐艦3隻とともに護衛。
6月27日に駆逐艦「アイレクス」、「ディフェンダー」、「デコイ」、「ヴォイジャー」とともにアレクサンドリアから出撃。同日、クレタ島南東沖で浮上中の潜水艦が発見され、潜航したその潜水艦に対して「デインティ」、「アイレクス」、「デコイ」、「ディフェンダー」が爆雷攻撃を実施。損傷し浮上した潜水艦は降伏した。その潜水艦はイタリアの「コンソーレ・ジェネラーレ・リウッツィ」で、乗員の収容後「デインティ」により沈められた。6月29日、浮上中のイタリア潜水艦「ウエビ・セベリ」が発見され、潜航した「ウエビ・セベリ」は「ディフェンダー」、「アイレクス」、「ヴォイジャー」の爆雷攻撃により浮上。生存者の救助後、「デインティ」により沈められた。イギリス側は最新のコードブックなど暗号関係の重要な資料の入手に成功している。また、同日イタリア潜水艦「アルゴナウタ」を沈め、「サルパ」も攻撃したが「サルパ」には逃げられた。6月30日、アレクサンドリアに帰投。
7月9日、カラブリア沖海戦に参加。7月後半は巡洋艦「ケープタウン」、「リヴァプール」、駆逐艦「ディフェンダー」、「ダイアモンド」、「スチュアート」とともにエジプトからエーゲ海各地の港へ向かうAN2船団を護衛した。8月29日に地中海艦隊はアレクサンドリアから出撃（ハッツ作戦）。「デインティ」は駆逐艦「ジャーヴィス」、「ジュノー」、「ダイアモンド」とともにマルタへ向かうMF2船団（「プラムリーフ」、「ヴォロ」、「コーンウォール」）を護衛した。途中で爆撃により「コーンウォール」が損傷し、「デインティ」と「ダイアモンド」は無傷の2隻を護衛して先行した。
11月には他の巡洋艦2隻、駆逐艦3隻とともにエジプトからクレタ島スダ湾へ、次いでマルタへの船団を護衛。12月31日にはバルディア沖でスクーナー2隻を拿捕した。1941年1月、MC4作戦に参加。また、1月31日にはクレタ島沖でイタリア水雷艇「ルポ」の攻撃により航行不能となったタンカー「Desmoulea」をスダ湾まで曳航した。
その後、デインティは北アフリカ沿岸の哨戒に戻った。2月24日午後、「デインティ」は駆逐艦「ヘイスティ」とともに哨戒を行うため出撃。2隻はドイツ軍のJu88爆撃機13機の攻撃を受け、「デインティ」に1,000 lb (450 kg)爆弾1発が命中。爆弾は艦長室を貫通し燃料タンクで爆発した。。これにより大火災が発生し、後部弾薬庫が誘爆して「デインティ」は沈没した。16名が戦死し、18名が負傷した。